# 地獄部隊

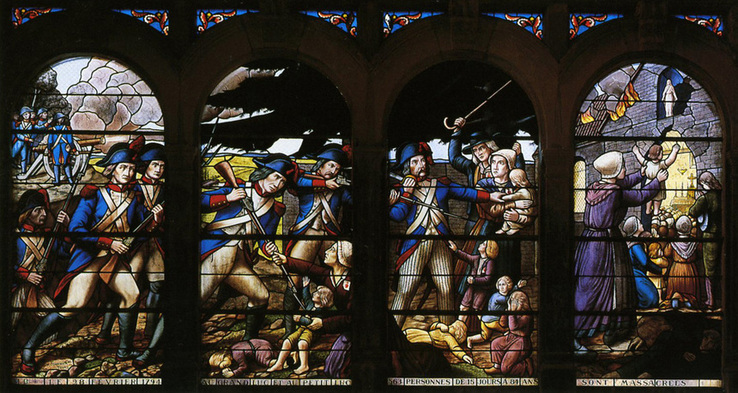
レ・リュック＝シュル＝ブローニュの虐殺を描いた礼拝堂のステンドグラス

地獄部隊（仏: Colonnes infernales）は、ヴァンデ戦争中に共和国軍のテュロー将軍が指揮した、ヴァンデ軍の残党を殲滅させるための作戦である。
ギャレルヌの彷徨（fr）後にカトリック王党軍が消滅した後、テュロー将軍は武装ヴァンデに対して12の殲滅部隊を細かく区分して配置する計画を立てた。反乱に参加した全てのならず者たちを退治し、中立的な住民や愛国者たちを避難させ、穀物や家畜を接収し、村や森に火をつけるよう命じた。共和国側の避難民を再度定住させる前に、最終的にヴァンデを『国家の墓地』（cimetière national）にしようとしたのである。
1794年1月から5月にかけて、地獄部隊はメーヌ＝エ＝ロワール県、ロワール＝アンフェリウール県（現在のロワール＝アトランティック県）、ヴァンデ県、ドゥー＝セーヴル県といった武装勢力の本拠を縦横に駆け巡った。こうした作戦の一部は多くの場合年齢・性別・政治的意見に関係なく、放火、婦女暴行、拷問、略奪や住民の虐殺、最悪の人権侵害に直結した。妊婦は、圧搾機で押しつぶされ、新生児は銃剣で串刺しにされた。共和国側の兵士や官吏の証言によれば、女性と子どもたちは生きながら切り刻まれるか、生きたまま火のおこされたパン焼きのかまどに投げ込まれた。これらの残虐な行為で何万人もの人々の生命が犠牲となり、『地獄部隊』の別名がつけられて広まった。
戦争を終わらせるどころか、この軍事作戦はシャレット、ストフレ、サピノー・ド・ラ・レリ、マリニーらヴァンデ側将軍たちが指揮するさらなる農民蜂起を引き起こすきっかけとなった。武装勢力を倒すことができず、地元の愛国者たちや政策上の一部の政府代表たちに非難され、テュローは最終的に公安委員の地位を失い、彼の解任が戦争ではなく部隊を終了させたのである。